# الأخوات (فلم 2015)
الأخوات (بالإنجليزية: Sisters) هو فيلم كوميدي أمريكي من إخراج جيسون مور وكتابة بولا بيل، الفيلم من بطولة تينا فاي وآيمي بوهلر صدر في 18 ديسمبر 2015 عن طريق شركة يونيفرسال بيكتشرز.

## القصة
تدور أحداث الفيلم حول كيت (تينا فاي) ومورا (إيمي بولير) وهما شقيقتان في الثلاثينات من عمرهما، واللتان تذهبان إلى منزلهما فتجدان بجانبه لافتة (منزل للبيع) كان والدهما قد وضعاها من أجل بيع المنزل، فتقرران استغلال المنزل للمرة الأخيرة، فتقيمان حفلة ماجنة أخيرة، وتدعوان جميع أصدقائهما، وتقومان بجميع التجهيزات ليجعلاها ليلة للذكرى.

## الممثلون
- Tina Fey بدور Kate Ellis[1]
- Amy Poehler بدورs Maura Ellis
- Maya Rudolph بدور Brinda
- Ike Barinholtz بدور James
- Dianne Wiest بدور Deana Ellis
- James Brolin بدور Bucky Ellis
- John Cena بدور Pazuzu
- Madison Davenport بدور Hayley
- John Leguizamo بدور Dave
- Bobby Moynihan بدور Alex
- Samantha Bee بدور Liz
- Rachel Dratch بدور Kelly
- Brian d'Arcy James بدور Jerry
- Chris Parnell بدور Phil
- Paula Pell بدور Dana
- Jon Glaser بدور Dan
- Dan Byrd بدور Patrick Campbell
- Greta Lee بدور Hae Won
- Santino Fontana بدور Mr. Geernt
- Britt Lower بدور Mrs. Geernt
- Adrian Martinez بدور Officer Harris
- Kate McKinnon بدور Sam
- Renée Elise Goldsberry بدور Kim
- Heather Matarazzo بدور Denny
- Ann Harada بدور Jean [1]

## الاستقبال النقدي
تلقى الفيلم مراجعات فوق المتوسطة بحصوله على معدل 60% على موقع الطماطم الفاسدة بناء على 144 مراجعة, فيما حصل على متوسط 58% على موقع ميتاكريتيك بناء على 36 تعليقا,

## الميزانية والإيرادات
في عطلة نهاية الأسبوع الافتتاحي للفيلم جمع 19.9 مليون دولار، وبعد قرابة ثلاثة أشهر من طرحه في السينما جمع الفيلم محليا حوالي 87 مليون دولار، وقرابة 18 مليون دولار عالميا، لتبلغ ايراداته 104.9 مليون دولار.

## وصلات خارجية
- مقالات تستعمل روابط فنية بلا صلة مع ويكي بيانات